# Chen Chien-Chou
Chen Chien-Chou, conosciuto anche come Blackie a causa della carnagione scura (陳建州T, 陈建州S, Chén Jiàn-zhōuP; Kaohsiung, 2 maggio 1977), è un conduttore televisivo e cestista taiwanese, conosciuto talvolta anche con il nome inglese di Charles.

## Biografia
Amico di atleti quali Lin Chih-Chieh e Chen Chih-yuan e di altre celebrità come Dee Hsu, Wang Leehom, Barbie Hsu, Cecilia Cheung e Show Luo, per 10 anni ha avuto una relazione con l'attrice e cantante Christine Fan, prima che i due si fidanzassero ufficialmente nel 2010.
Prima di entrare nel mondo dello spettacolo televisivo, era un giocatore di basket professionista, avendo militato nel 1998 e nel 1999 nella nazionale della Cina Taipei. La sua carriera nello sport si è dovuta concludere prematuramente in maniera forzata, poiché il giocatore si è strappato due volte il legamento crociato anteriore. Attualmente vice-capitano della squadra Taiwan Beer, Chen ha diretto nel 2008 un documentario intitolato Attitude (態度), che mostrava gli sforzi del team per diventare campione della Super Basketball League.
Parla fluentemente cinese, taiwanese minnan e hakka.